# Milene Domingues
Milene Domingues (São Paulo, 18 de junho de 1979) é uma comentarista esportiva e ex-futebolista profissional brasileira. Ficou conhecida como "Rainha das Embaixadinhas".
É a embaixadora do Futebol Feminino do Corinthians, seu time de coração.

## Carreira
Oriunda do bairro da Casa Verde, localizado na Zona Norte de São Paulo, Milene perdeu o pai com dois anos de idade, sendo criada por sua mãe, Lúcia Domingues. Ela sempre teve muito apoio de sua família e, principalmente, de seus irmãos mais velhos, que faziam questão de proteger a caçula e garantir a sua vaga no time de futebol tanto da rua, quanto da escola. Sua mãe não a proibia de jogar futebol, mas também não via futuro no futebol. Como todos precisavam trabalhar em sua família, a mãe de Milene a incentivou a ser modelo.
Durante a adolescência, sonhava em ser modelo e jogadora de futebol. Caso não realizasse o sonho de ser jogadora de futebol do Corinthians, pretendia estudar economia em razão do seu gosto por contas.
Em 1994, o seu recorde de embaixadinhas era de 1.080 embaixadas em 25 minutos. Na época, o seu treino era sistemático e envolvia o treino sequencial do pé direito, pé esquerdo, joelho e ombro. As suas habilidades iam além das embaixadinhas, pois Milene era reconhecida por sua habilidade em fazer gols em bolas paradas.
Também em 1994, foi encarregada por Alberto Dualibi, então presidente do Corinthians, por formar a equipe de futebol feminino do Corinthians. A equipe era baseada no time de futebol de salão da agência de modelos Flashbook (também chamado de Pró Sport/Flashbook).
Na época, o projeto limitava-se apenas a treinos e amistosos pois a Federação Paulista de Futebol até então não organizava competições femininas. Os treinos ocorriam uma vez por semana durante duas horas no Clube Piratininga. Milene era capitã da equipe, que também contava com Suzana Silva, a goleira Simone, as atacantes Mariana, Fernanda Leite e Fernanda Paterno e a zagueira Cecília.
Em 1995, atuou pela equipe de futebol de salão Limelight Soccer Girls.
Em 1996, realizou 5.684 embaixadinhas com uma bola no período de 57 minutos. Até aquele momento, Cláudia Martini, jogadora do Esporte Clube Juventude, era a detentora do recorde mundial de embaixadinhas segundo o livro dos recordes com 41.788 embaixadas em 7 horas, 5 minutos e 25 segundos, com uma média de 1,6 toques por segundo. 
Em 1997, entrou nos livro dos recordes por fazer 55.197 embaixadinhas com uma bola durante 9 horas e 6 minutos (546 min.), alcançando uma média de 1,7 toques por segundo. Ainda neste ano, disputou como reserva o Campeonato Paulista de Futebol Feminino pelo time do Corinthians, no qual jogava Roseli, grande nome do futebol feminino brasileiro à época.
Em 2000, participou como comentarista das transmissões da Copa Ouro de Futebol Feminino pelo canal PSN em conjunto com o narrador Marcos César.
Pretendida por clubes como o Club Atlético de Madrid em 2002, a sua transferência para o futebol espanhol, como jogadora do Rayo Vallecano, foi a mais cara até então para uma jogadora de futebol feminino, custando cerca de £200,000. Apesar disso, Milene não pôde atuar pelo campeonato espanhol até 2004, pois era proibida a participação de atletas estrangeiras na liga feminina. Dessa forma, atuava apenas em amistosos. 
O auge de sua carreira futebolística se deu ao ser convocada para a Copa do Mundo de Futebol Feminino de 2003, ocasião em que a lateral-direito Tatiana foi preterida. Muito embora corresse risco de ser cortada, a CBF impôs ao técnico Paulo Gonçalves que convocasse Milene por bons desempenhos, chegando a marcar 5 gols em um único jogo, mas ela acabaria não entrando em nenhum jogo da Copa. No ano seguinte, Milene chegou a disputar amistosos da seleção, mas eventualmente o técnico Renê Simões não a convocou para os Jogos Olímpicos de Verão de 2004.
Retirou-se do futebol em 2009, em virtude de lesões no joelho.
Após aposentadoria dos campos, Milene retornou o seu trabalho como comentarista esporadicamente em eventos de futebol feminino e masculino na Espanha e no Brasil.
Em 2017, foi uma das participantes da segunda temporada do talent show Dancing Brasil, na RecordTV.
Em 2020, foi contratada pela Band para reforçar o time de comentaristas nas transmissões das partidas do Campeonato Brasileiro Feminino.

## Vida pessoal
Em 1999, conheceu o jogador  Ronaldo, em um evento organizado por Edilson e Vampeta chamado Pagode Brasil. Casaram-se no mesmo ano, tendo o filho Ronald em 2000 e divorciando-se em 2003.
Entre 2003 e 2009, namorou o jogador espanhol David Aganzo.
Entre 2011 e 2019, namorou o policial e professor de jiu-jitsu Rubens Lopes, mais conhecido como Rubão.
Desde 2019, namora o ex-jogador André Luiz.

## Títulos
CF Pozuelo
- Segunda Divison Feminina: 2009